# Наујоји Акмене
Наујоји Акмене (литв. Naujoji Akmenė, рус. Новые Окмяны, пољ. Nowe Okmiany) је град у Литванији, у северном делу земље. Наујоји Акмене је седиште истоимене општине Акмене у оквиру округа Шауљај.
Град је млад, основан 1952. године, као насеље уз новоосновану фабрику цемента.
Наујоји Акмене је по последњем попису из 2010. године имала 11.093 становника.